# Guy Saint-Vil
Guy Saint-Vil (1942. október 21. –) haiti válogatott labdarúgó.

## Fordítás
- Ez a szócikk részben vagy egészben  a   Guy Saint-Vil című angol Wikipédia-szócikk fordításán alapul.  Az eredeti cikk szerkesztőit annak laptörténete sorolja fel. Ez a jelzés csupán a megfogalmazás eredetét és a szerzői jogokat jelzi, nem szolgál a cikkben szereplő információk forrásmegjelöléseként.